# Anne Louise Bormann
Anne Louise Haahr Bormann (* 25. August 1967 in Ebeltoft) ist eine dänische Juristin. Sie ist seit 2023 Richterin am Europäischen Gerichtshof für Menschenrechte (EGMR).

## Leben und Wirken
Bormann erwarb 1991 nach dem Studium der Rechtswissenschaften an der Universität Kopenhagen den Titel Master of Laws. Anschließend arbeitete sie bis 1993 als Staatsanwältin in Kopenhagen und war gleichzeitig als Abteilungsleiterin im dänischen Justizministerium. Von 1994 bis 1996 war sie als Richterin tätig, zunächst am Bezirksgericht von Kopenhagen und später am Bezirksgericht von Kalundborg. Anschließend kehrte sie ins Justizministerium zurück und arbeitete parallel wieder als Staatsanwältin. Diese Tätigkeit wurde 1999 durch ein im selben Jahr abgeschlossenes Masterstudium in Menschenrechten an der Universität Nottingham unterbrochen. Nach einer Beförderung innerhalb des Justizministeriums wechselte sie 2004 als Richterin (bis 2005 zunächst kommissarisch) an das Østre Landsret, eines der beiden zweithöchsten Gerichte Dänemark in der ordentlichen Gerichtsbarkeit. 2016 wechselte sie an das Højesteret, das oberste dänische ordentliche Gericht. Bereits seit 2014 war sie Vorsitzende des ständigen Komitees für Strafprozessrecht. Seit 2019 war sie zusätzlich Vizepräsidentin des obersten dänischen Arbeitsgerichts. 
Im Januar 2023 wurde sie als Nachfolgerin von Jon Fridrik Kjølbro als Vertreterin Dänemarks zur Richterin am Europäischen Gerichtshof für Menschenrechte gewählt. Sie trat ihre voraussichtlich bis 2032 dauernde Amtszeit am 13. April 2023 an.